# Francisco Cabañas
Francisco Cabañas, född 22 januari 1912 i Mexico City, död 26 januari 2002 i Mexico City, var en mexikansk boxare.
Cabañas blev olympisk silvermedaljör i flugvikt vid sommarspelen 1932 i Los Angeles.